# Peter Vilhelm Grove
Peter Vilhelm Grove (født 7. oktober 1832 i Præstø, død 7. november 1893 i København) var en dansk journalist.
Grove blev student 1850 og ansattes 7 år efter ved "Dagbladet", hvor han i en lang årrække gjorde sig bemærket, først som dygtig referent og krigskorrespondent 1864 (hans artikler fra denne periode er samlede i bogform under titel: Fra Danevirke til Dybbøl), derefter som redaktionssekretær 1872—81 og endelig som ansvarshavende redaktør 1881—89. Hans flid, iver og samvittighedsfuldhed i disse stillinger skaffede ham fortjent anseelse mellem kolleger og venner. Stor udbredelse har den af ham redigerede rejsehåndbog Danmark fundet, som udgavs af foreningen "Fremtiden" og foreligger i flere udgaver.